# Italiano per principianti
Italiano per principianti (Italiensk for begyndere) è un film del 2000 diretto da Lone Scherfig. È il dodicesimo film del manifesto Dogma, identificato come Dogme #12, il primo ad essere stato girato da una donna.

## Trama
In una cittadina della provincia danese arriva un nuovo pastore, Andreas, per sostituire temporaneamente il titolare pastore Wredmann, in congedo (e in crisi di fede) per la morte della moglie. Malgrado sia ancora giovane, Andreas è a sua volta vedovo. Il ristorante dell'hotel presso il quale alloggia è gestito da Jørgen Mortensen, che ha appena ricevuto l'incarico dal direttore di licenziare il cameriere Halvfinn (Finn), che si comporta con i clienti in maniera brusca e aggressiva. Nel locale lavora come cameriera anche l'italiana Giulia, che ascolta involontariamente una confidenza di Jørgen all'amico Finn: l'uomo teme di essere divenuto impotente. Lei gli suggerisce che forse non ha ancora trovato la donna giusta.
Finn, tifoso della Juventus e studente del locale corso di lingua italiana, nutre un interesse per la parrucchiera Karen; tuttavia ogni volta che cerca di tagliarsi i capelli, come gli impone la direzione dell'albergo, Karen deve interrompere il lavoro per l'irruzione dell'anziana madre, alcolizzata e malata grave, soggetta a frequente ospedalizzazione. Karen non è l'unica, nella cittadina, a sacrificare la propria vita per un genitore malato ed egocentrico. La giovane pasticciera Olympia vive con il padre scostante e claustrofobico, che la tratta come se fosse ancora bambina e non dimostra per lei il minimo apprezzamento. La madre, italiana, è tornata al suo paese dopo il divorzio. Per sfuggire a questa routine oppressiva, Olympia decide di frequentare il corso serale di lingua italiana organizzato dal Comune, malgrado la minacciosa opposizione del padre.
La sera in cui si presenta a lezione ci sono in classe anche Finn, che parla già un ottimo italiano, e il suo amico Jørgen Mortensen, interessato alla lingua per fare colpo sulla cameriera Giulia. Durante la lezione l'insegnante, l'italiano Marcello, ha un malore e viene portato via in ambulanza: morirà in ospedale. Tornata a casa, Olympia trova il padre morto. Il giorno del funerale c'è confusione in chiesa perché il pastore Wredmann ha appositamente dato appuntamento alla stessa ora ai parenti di Marcello e a quelli di Olympia. Dopo la funzione, il pastore Andreas e Olympia si vedono per un caffè e scoprono di nutrire interesse uno per l'altra.
Per coincidenza, un altro lutto colpisce in pochi giorni la comunità: la madre di Karen, ricoverata in ospedale per l'ennesima volta, muore dopo una dose elevata di morfina che ha richiesto per il dolore lancinante. Il giorno del funerale sembra che debba esserci un nuovo qui-pro-quo perché si presenta anche Olympia; a questo punto Andreas rivela alle due giovani che sono sorelle: la madre di Olympia non è italiana come sosteneva il defunto padre, anzi ha sempre vissuto nella stessa città insieme all'altra figlia, Karen. Imbarazzate per avere ritrovato una sorella che non immaginavano di avere, le ragazze fanno tentativi di approccio. Olympia invita Karen al corso di italiano, che rischia di essere soppresso non solo per mancanza di un insegnante dopo la morte di Marcello, ma anche per carenza di iscritti.
Su insistenza dei partecipanti, Finn (licenziato e rimasto senza lavoro) accetta di sostituire Marcello come insegnante; anche Karen viene a lezione, ma la sua relazione con Finn, appena agli inizi, si interrompe bruscamente quando lo sente criticare con disprezzo l'alcolismo della madre. Jørgen Mortensen riesce a rimettersi in contatto con Giulia, che ha lasciato il ristorante dell'albergo per solidarietà con Finn, e la invita maldestramente a partecipare al corso di lingua italiana.
Proprio al corso si intrecciano e risolvono i destini delle tre coppie, quando i partecipanti decidono all'unanimità un viaggio in Italia. Olympia propone Venezia, ed è nella città lagunare che Jørgen trova il coraggio di dichiararsi (in danese, senza immaginare che Giulia capisca la lingua); la giovane italiana accetta e si scopre che i problemi di prestazioni sessuali dell'uomo non esistono. Finn e Karen si riconciliano malgrado il carattere di lui. Infine, anche Olympia e il pastore Andreas si confidano a vicenda l'amore.

## Produzione
Le riprese si svolsero a Venezia.

## Critica
Il film è girato con camera a spalla, senza scenografie, senza l'uso di luci di scena, con audio in presa diretta; malgrado questo, e l'aspetto home movie, è costato 600.000 dollari.
Nonostante le apparenze, non si tratta di una semplice commedia di sentimenti, per quanto confezionata con intelligenza: è un viaggio nei rapporti umani e nella loro ambigua definizione, e contiene una condanna della ritualità alienante del quotidiano.
Il film rispetta le prescrizioni del manifesto Dogma 95 nonostante il ricorso al montaggio sia meno essenziale rispetto agli altri film del Decalogo; il punto più importante è tuttavia osservato, cioè la centralità degli attori, intorno ai quali è costruita la trama. Le altre convenzioni risultano invece allentate, per esempio nell'uso creativo della commedia e di colpi di scena da soap opera. L'apparenza è quella di un reality, eppure non si tratta, nelle intenzioni dell'autrice, di riprodurre il vero, ma di parodiarlo attraverso la messa in ridicolo di eventi quotidiani trasformati in meccanismi nevrotici, che spesso insistono sulla incomunicabilità.
Come nella tradizione del cinema scandinavo, per lo meno a partire da Ingmar Bergman, il primo piano trova un uso pervasivo che ha la funzione di rifondare la vocazione “minimale” del film.
In Italia il film è distribuito in danese con sottotitoli in italiano, per mantenere l'interpretazione degli attori, compreso il loro italiano con pronuncia straniera.

## Riconoscimenti
- 2001 - Festival internazionale del cinema di Berlino
  - Orso d'argento, gran premio della giuria
- 2001 - Premi Robert
  - Miglior attore non protagonista (Peter Gantzler)
  - Miglior attrice non protagonista (Ann Eleonora Jørgensen)
  - Miglior sceneggiatura
- 2001 - Semana Internacional de Cine de Valladolid
  - Espiga de oro per il miglior film
  - Premio per il miglior attore (Peter Gantzler)
- 2003 - Kansas City Film Critics Circle Awards
  - Miglior film straniero